# Nembe
Nembe es una localidad del estado de Bayelsa, en Nigeria, con una población estimada en marzo de 2016 de 175 000 habitantes.
Se encuentra ubicada al sur del país, sobre el delta del Níger, junto a la costa del golfo de Guinea.